# Горбачёв, Владимир Лукич
Владимир Лукич Горбачёв (р. 1950) — депутат Государственной Думы Федерального Собрания Российской Федерации IV и V созывов от партии «Единая Россия», заместитель председателя комитета Государственной Думы по информационной политике, информационным технологиям и связи.
Доктор экономических наук. Академик международной академии связи.
Общий трудовой стаж В. Горбачёва составляет 39 лет, из них в отрасли связи 30 лет.

## Вехи биографии
- 1973 — год окончания Новосибирского электротехнического института связи (НЭИС). После окончания НЭИС, по распределению работал в г. Кемерово, в тресте «Связьстрой-6» Минсвязи СССР, где прошёл путь от мастера до главного инженера передвижной механизированной колонны. Затем работал начальником ПМК-49 треста «Связьстрой-4» в Пензе.
- 1981, декабрь — приказом Министра связи РСФСР назначен главным инженером государственного специализированного строительно-монтажного треста «Связьстрой-2» в Краснодаре.
- 1986 — год окончания Кубанского государственного университета.
- 1987, март — переведён на должность главного инженера Краснодарского краевого производственно-технического управления связи.
- 1987, июнь — назначен начальником Производственно-технического управления связи Краснодарского края.
- 1990 — окончил Институт повышения квалификации Академии народного хозяйства при Совете Министров СССР.
- 1992 — обучался в Великобритании.
- 1994 — генеральный директор ОАО «Кубаньэлектросвязь».
- 1994 — обучался в Институте международных финансов и экономического Партнерства в США.
- 2001—2003 — работа в должности генерального директора ОАО «Южная Телекоммуникационная Компания» (ЮТК)
- 1973—2003 — работа в отрасли связи.
- 2003 — во время выборов в Государственную Думу IV созыва, был выдвинут кандидатом в депутаты по Динскому одномандатному избирательному округу № 41 и одержал решительную победу, набрав более 60 % голосов. После победы на выборах оставил должность генерального директора ОАО «ЮТК», чтобы в качестве депутата продолжить работу в российском парламенте.
- 2007, 2 декабря — дата избрания депутатом ГД РФ пятого созыва от 24 региональной группы по Краснодарскому краю.

В 2010 году занял четвёртое место в рейтинге депутатов-лоббистов русского издания журнала Forbes.

## Награды
Награждён Правительственными и отраслевыми наградами:
- Орден Почёта
- Орден Дружбы (21 мая 2008 года)
- именные золотые часы Президента Российской Федерации за заслуги перед Отечеством, самоотверженный труд и высокие показатели в работе
- орден Святого равноапостольского князя Владимира
- медаль «200 лет МВД России»
- Медаль ФНПР «100 лет профсоюзам России» (1 декабря 2005 года)
- Почётная грамота Правительства Российской Федерации (14 ноября 2011 года) — за многолетнюю плодотворную законотворческую деятельность[2]
- Благодарность Правительства Российской Федерации (22 июля 2009 года) — за заслуги в законотворческой деятельности и многолетнюю добросовестную работу[3]

Имеет почётные звания:
- заслуженный работник связи Российской Федерации
- мастер связи Российской Федерации
- заслуженный работник связи Кубани

За выдающийся личный вклад в развитие кубанской экономики, участие в социально значимых программах Владимиру Горбачёву присвоено звание «Герой труда Кубани». В. Л. Горбачёв — лауреат Национальной премии имени Петра Великого. Имеет диплом «Лучшего менеджера России»

## Радиолюбительская деятельность
- У Владимира Лукича есть радиолюбительский позывной — UA6AE[источник не указан 726 дней].